# Kusisuo
Kusisuo este o arie protejată (arie specială de conservare — SAC, sit de importanță comunitară — SCI, arie de protecție specială avifaunistică — SPA) din Finlanda întinsă pe o suprafață de 419 ha, integral pe uscat.

## Localizare
Centrul sitului Kusisuo este situat la coordonatele 65°27′15″N 25°43′45″E / 65.4542°N 25.7292°E.

## Înființare
Situl Kusisuo a fost declarat sit de importanță comunitară în august 1998 pentru a proteja 15 specii de animale. Alte tipuri de protecție:
- arie de protecție specială avifaunistică (în august 1998)[2]
- arie specială de conservare (în aprilie 2015)[1][3][4]

## Biodiversitate
Situată în ecoregiunea boreală, aria protejată conține 4 habitate naturale: Lacuri și iazuri distrofice naturale, Turbării active, Turbării Aapa, Mlaștini împădurite.
La baza desemnării sitului se află mai multe specii protejate de  păsări (15): gâscă de semănătură (Anser fabalis), ciuf de câmp (Asio flammeus), prundaș de nămol (Calidris falcinellus), bătăuș (Calidris pugnax), ciocănitoare neagră (Dryocopus martius), Emberiza rustica, șoimul rândunelelor (Falco subbuteo), vânturel roșu (Falco tinnunculus), cocor (Grus grus), Hydrocoloeus minutus, becațină mică (Lymnocryptes minimus), codobatura galbenă (Motacilla flava), ploier auriu (Pluvialis apricaria), fluierar negru (Tringa erythropus), fluierar de mlaștină (Tringa glareola).